# Valentino Perdonà
Valentino Perdonà (San Giovanni Lupatoto, 22 gennaio 1915 – Verona, 29 settembre 2019) è stato un politico italiano.

## Biografia
Nacque nella frazione Raldon da Alfonso, agricoltore, e Maria Compri, terzo di dodici figli. Le difficoltà economiche della famiglia imposero a Perdonà lo studio da privatista, ottenendo la maturità liceale nel 1934. Si iscrisse all'Università degli Studi di Padova, dove conseguì la laurea in lettere nel 1938. In seguito prenderà altre due lauree: in giurisprudenza (a Bari) e in farmacia.
Fu deputato della Democrazia Cristiana per quattro legislature, eletto nel collegio di Verona. Consigliere comunale a Verona nel 1951 e assessore nella giunta Uberti, dal 1954 al 1980 fu presidente dell'Unione comuni veronesi. Fu sindaco di Soave dal 1956 fino al 1970.
Sua nipote è la deputata Maddalena Morgante, eletta nel 2022 con Fratelli d'Italia.